# Wolfram Klein (Schriftsteller)
Wolfram Klein (* 1967) ist ein in Stuttgart lebender marxistischer Schriftsteller, Mitglied des Bundesvorstandes der Sozialistischen Organisation Solidarität und Betreiber der Website Sozialistische Klassiker 2.0.

## Werke
- 2017: Malcolm X: Leben, Kampf und Ideen eines Revolutionärs. Manifest Verlag. ISBN 978-3-96156-017-2
- 2017: Antonio Gramsci: Seine politischen Ideen. Manifest Verlag. ISBN 978-3-96156-014-1
- 2017: Clara Zetkin: Vorkämpferin der proletarischen Frauenbewegung. Manifest Verlag. ISBN 978-3-96156-023-3
- 2021: Rosa Luxemburg: Ihre politischen Ideen. Manifest Verlag. ISBN 978-3-96156-089-9
- 2021: Iran: Geschichte, Staat & Wirtschaft. Manifest Verlag. ISBN 978-3-96156-077-6 (zusammen mit Robert Bechert und Sascha Staničić)